# Bertrand Kaï
Bertrand Kaï (ur. 6 czerwca 1983) – piłkarz nowokaledoński grający na pozycji napastnika. Jest wychowankiem klubu Hienghène Sport.

## Kariera klubowa
Karierę piłkarską Kaï rozpoczął w klubie Hienghène Sport. W 2004 roku zadebiutował w nim w pierwszej lidze nowokaledońskiej.

## Kariera reprezentacyjna
W reprezentacji Nowej Kaledonii Kaï zadebiutował w 2008 roku. W 2011 roku zagrał na Igrzyskach Oceanii, które Nowa Kaledonia wygrała. Kaï zdobył na tym turnieju 10 goli i został królem strzelców. W 2012 roku wystąpił w Pucharze Narodów Oceanii 2012. Z Nową Kaledonią zajął drugie miejsce, a sam strzelił 4 gole na tym turnieju.